# Droga wojewódzka 759
Die Droga wojewódzka 759 (DW 759) ist eine acht Kilometer lange Droga wojewódzka (Woiwodschaftsstraße) in der polnischen Woiwodschaft Heiligkreuz und in der Woiwodschaft Lublin, die Piotrowice mit Opoka Duża verbindet. Die Strecke liegt im Powiat Sandomierski und im Powiat Kraśnicki.

## Streckenverlauf
Woiwodschaft Heiligkreuz, Powiat Sandomierski
-  Piotrowice (DW 777)

Woiwodschaft Lublin, Powiat Kraśnicki
-  Opoka Duża (DW 854)